# Уральский центр народного искусства
Ура́льский центр наро́дного иску́сства и́мени Е. П. Роды́гина (до 1994 года — Дворец культуры имени М. В. Лаврова, с 1994 года — Государственный дом концертных организаций, в 2005—2011 годах — Концертное объединение «Уральский народный хор») — культурно-досуговое учреждение в Орджоникидзевском районе Екатеринбурга, располагается по адресу проспект Космонавтов, 23.

## История
В конце 1960-х годов в преддверии 50-летия советской власти в нескольких районах Свердловска в числе прочего строились дворцы культуры по типовым проектам: ДК Химмаш, ЦК «Урал». Здания имели типовые проекты, но проект будущего ДК им. Лаврова был существенно изменён при участии директора завода им. Калинина М. В. Лаврова, в честь которого он впоследствии был назван. В частности, по просьбе Лаврова архитекторы (главный архитектор проекта П. Д. Деминцев) увеличили вместимость основного зрительного зала до 1200 мест, дополнительно были спроектированы и построены кинозал на 300 мест и лекционный зал на 170 мест, а также танцевальный зал. Центральный зал был снабжён полностью механизированной сценой, для обустройства интерьера в Финляндии заказали подвесной потолок. Завод им. Калинина своими силами изготовил для ДК системы освещения и управления сценой, перила из нержавеющей стали и дуба, стеновые и потолочные панели, а также элементы облицовки колонн.
Открытие дворца культуры состоялось в 1968 году. Первым руководителем учреждения стал В. В. Коньшин.
Северный и южный фасады здания украшены мозаичными панно художников Д. И. Лепихина, Б. Г. Зуева и Н. П. Логвиненко. В 2014 году художница Марина Ягода украсила фасад, выходящий на улицу Кузнецова, граффити с изображениями фольклорных птиц Сирин и Алконост, представших в образах девушек.
19 августа 2011 года постановлением Правительства Свердловской области учреждение получило наименование «Уральский центр народного искусства», объединив несколько творческих коллективов под эгидой областного Министерства культуры. В 2020 году центру народного искусства было присвоено имя Е. П. Родыгина.

## Культурная деятельность
Уральский центр народного искусства является домашней концертной площадкой Уральского академического русского народного хора, Уральского государственного русского оркестра, Детского центра народного искусства и квартета «Урал». На базе центра работают несколько самодеятельных творческих коллективов. Ежегодно учреждение принимает и проводит областные и городские фестивали и смотры художественной самодеятельности.
По состоянию на 2002 год, здание располагает большим концертным залом вместимостью 1100 мест, танцевальным залом и мраморным залом площадью 150 м². Также в центре имеются репетиционные комнаты и молодёжный клуб.

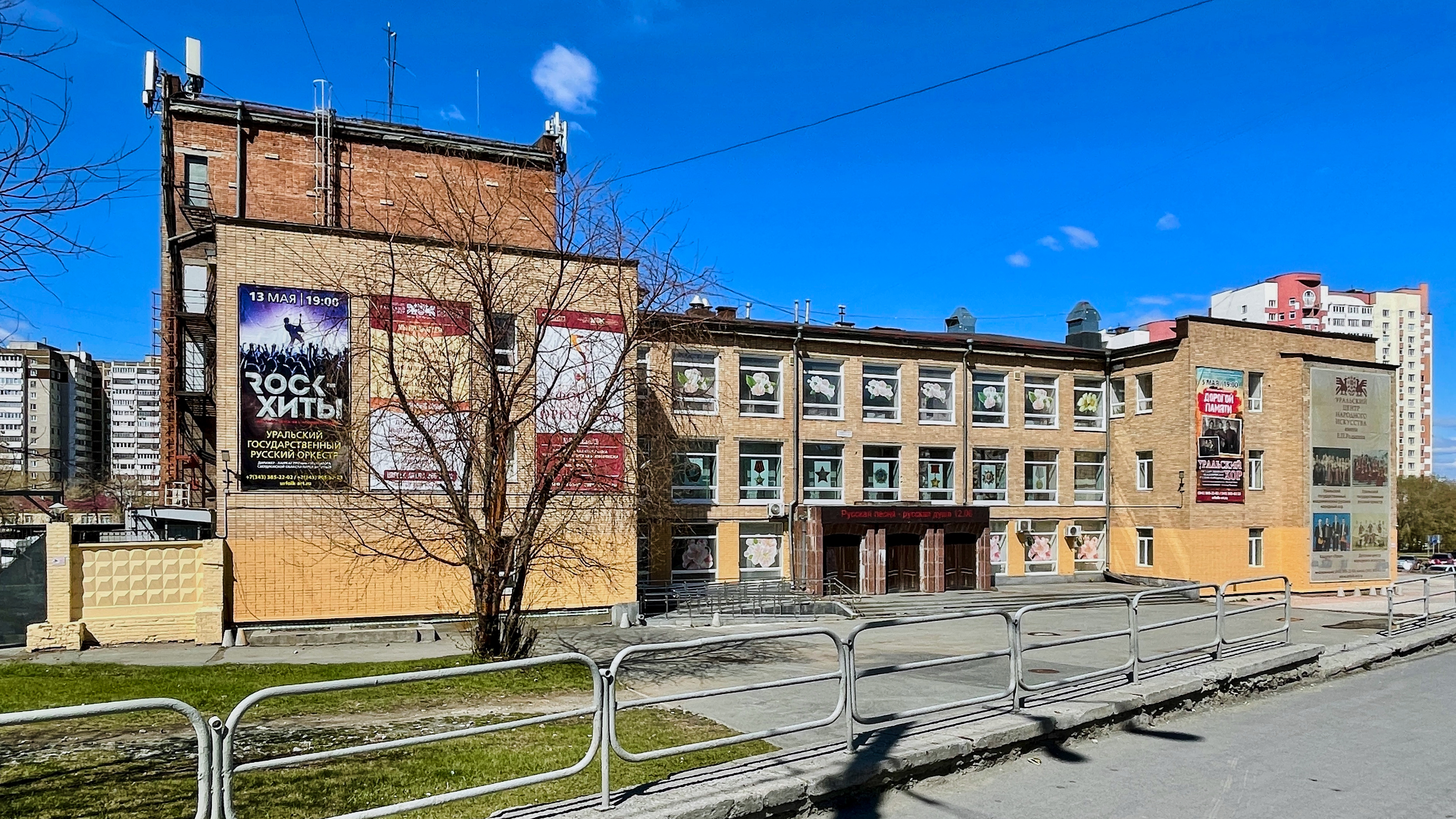
Вид со стороны проспекта Космонавтов
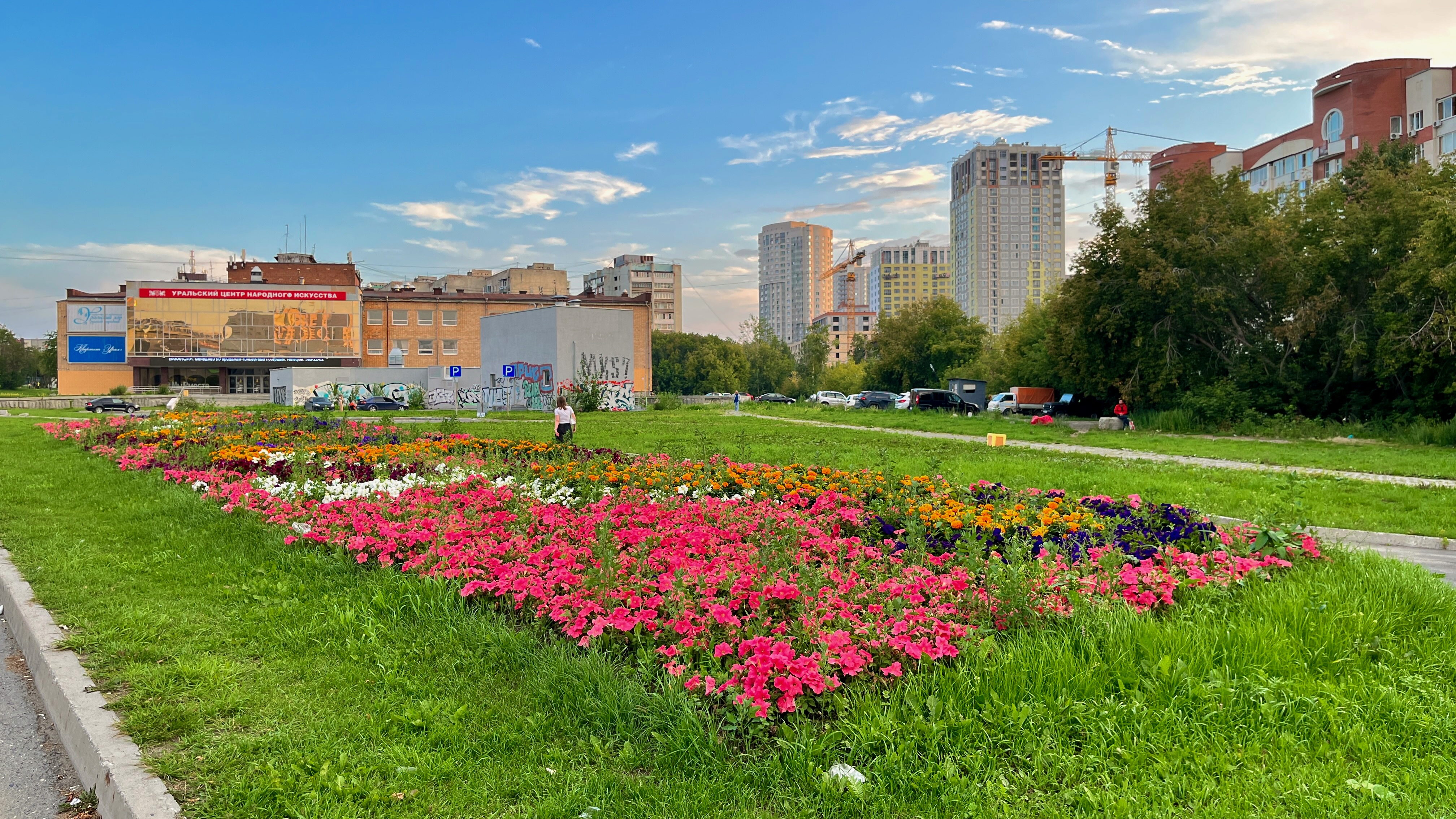
Сквер со стороны проспекта Космонавтов
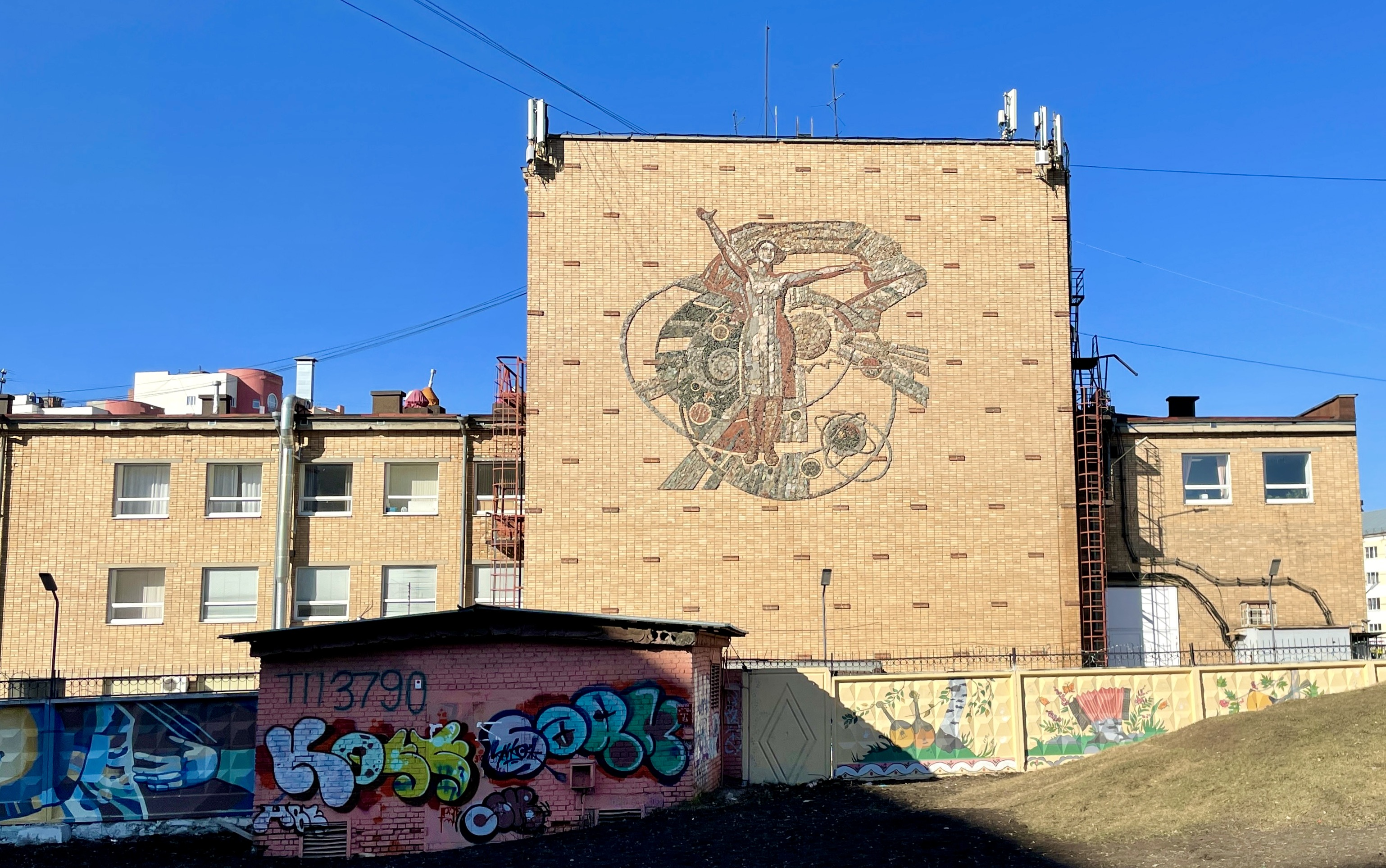
Мозаика на южной стене
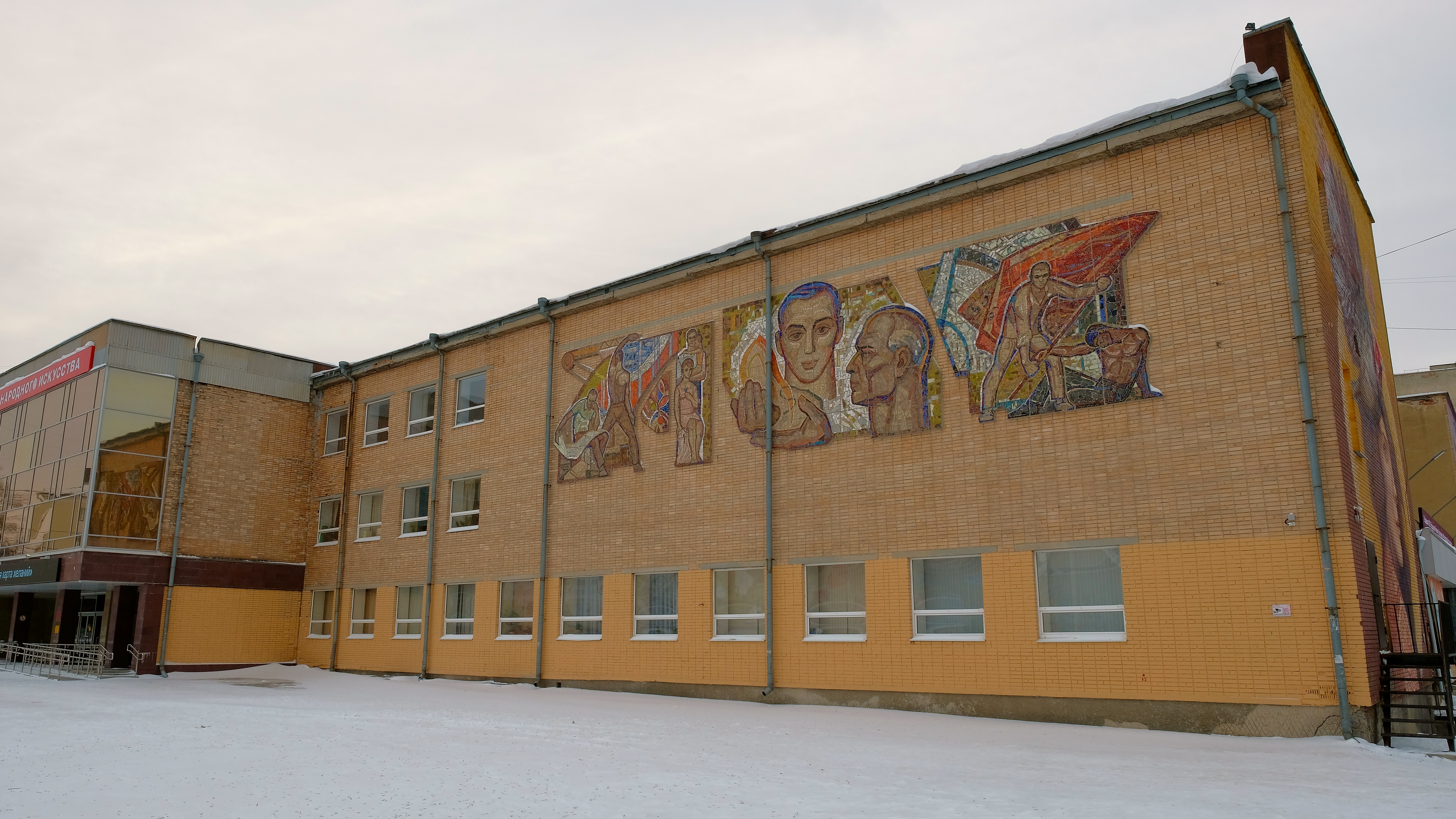
Мозаика на северном фасаде